# Alex Phillips
Alexandra (Alex) Phillips (ur. 9 lipca 1985 w Liverpoolu) – brytyjska polityk, nauczycielka i samorządowiec, posłanka do Parlamentu Europejskiego IX kadencji.

## Życiorys
Absolwentka filologii francuskiej, studiowała w Institute in Paris w ramach Uniwersytetu Londyńskiego. Odbyła też podyplomowe studia z zakresu nauczania, uzyskując dyplom PGCE w Institute of Education. Podjęła pracę jako nauczycielka języka francuskiego i niemieckiego w szkole średniej.
Była związana z Partią Pracy, dołączyła następnie do Partii Zielonych Anglii i Walii. W latach 2007–2008 pracowała dla eurodeputowanej Caroline Lucas w Brukseli. Od 2009 wybierana na radną dystryktu Brighton and Hove, powołana na funkcję zastępczyni burmistrza, a w 2019 na burmistrza tej jednostki.
W wyborach w tym samym roku uzyskała mandat posłanki do Europarlamentu IX kadencji. W tych samym wyborach i w tym samym okręgu mandat uzyskała również wówczas tak samo się nazywająca Alexandra Phillips z Brexit Party.